# Cassephyra acutipennis
Cassephyra acutipennis är en fjärilsart som beskrevs av W. Warren 1904. Cassephyra acutipennis ingår i släktet Cassephyra och familjen mätare. Inga underarter finns listade i Catalogue of Life.